# 궤간

궤간의 정의

궤간(軌間, 영어: track gauge)은 두 철로 사이의 간격을 말한다. 전 세계 철도의 60%는 1435 mm (4 ft 8½ in)의 표준궤로 되어 있다. 표준궤보다 넓은 궤간을 광궤, 표준궤보다 좁은 궤간을 협궤라 부른다. 국가에 따라서는 한 나라에 여러 개의 궤간을 철도에 사용하기도 한다. 한국의 철도건설규칙 제2조에 의하면 궤간은 양쪽 레일 안쪽 간의 거리 중 가장 짧은 거리를 말하며, 레일의 윗면으로부터 14밀리미터 아래 지점을 기준으로 한다.

## 정의와 측정법
궤간의 측정법은 과거 레일 형태 등의 문제로 일률로 적용되기는 어렵다. 대개, 과거에는 레일의 중심 간 간격을 기준으로 하여 언급하는 예가 많았다. 그러나, 근래에는 레일의 형상과 크기 등이 거의 표준화되어 있기 때문에, 궤간을 측정할 경우 레일의 안쪽 면, 즉, 차륜의 플런지 부분과 접촉하는 면과 면 사이를 의미한다.
물론, 실질적으로는 궤간은 기계적인 오차 내지 공차에 의해 엄밀히 공칭하는 숫자(1435mm 등)를 늘 엄수하는 것은 아니며, 표기되는 숫자는 어디까지나 참고 기준으로서 제시되는 것이다.

## 종류
크게 궤간의 폭을 기초로 표준궤, 협궤, 광궤로 구분한다

### 표준궤
표준궤는 두 레일의 간격인 궤간이 1,435 mm (4 ft 8½ in) 인 철도 선로를 말한다. 현재 전 세계 철도의 70%가 표준 궤간으로 부설되어 있으며, 대한민국은 물론, 유럽, 북아메리카 등 주요 국가들이 국가적인 기준으로서 사용하고 있다.

### 협궤

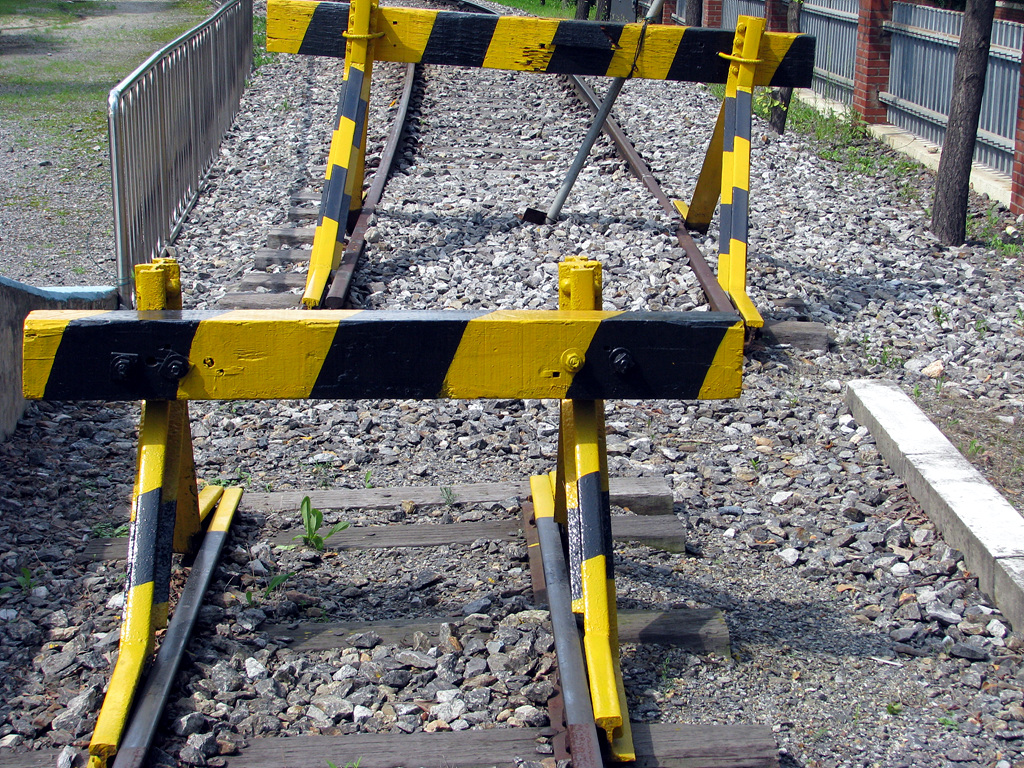
762mm 협궤(아래)와 1435mm 표준궤(위)의 비교

협궤는 표준궤보다 폭이 좁은 궤간을 가진 철도 선로를 말한다. 협궤는 건설 및 유지보수 비용이 싸게 드는 반면, 열차의 고속운행과 차량의 대형화, 여객 및 화물의 대량 운송이 어려운 단점이 있다. 이는 특정한 궤간을 의미하는 용어가 아니며, 표준궤보다 폭이 좁은 궤간을 일괄하여 부르는 호칭이다. 대표적인 협궤간으로는 1067mm(케이프 궤간), 1372mm(스코틀랜드 궤간), 1000mm(미터 궤간), 891mm, 762mm, 610mm 등이 있다.

### 광궤
광궤는 표준궤보다 폭이 넓은 궤간을 가진 철도 선로를 말한다. 광궤는 열차의 고속운행과 차량의 대형화, 여객 및 화물의 대량 운송이 가능한 반면, 건설 및 유지보수 비용이 많이 드는 단점이 있다. 광궤는 특정한 궤간을 직접 일컫는 표현은 아니며, 표준궤보다 폭이 넓은 궤간을 통틀어 부르는 표현이다. 대표적인 광궤간으로는 러시아를 포함한 소비에트 연방 구 소련권 국가의 1520mm(러시아 궤간), 아일랜드 및 오스트레일리아(빅토리아주, 사우스오스트레일리아주), 브라질 일부에서 이용되는 1600mm(아일랜드 궤간), 포르투갈과 에스파냐가 이용하는 1668mm(이베리아 궤간), 인도 일부 및 아르헨티나, 칠레, 파키스탄, 스리랑카 등에서 이용하는 1676mm(인도 궤간) 등이 있다.

## 이종 궤간의 호환 방법
궤간이 다를 경우 열차의 운행이 곤란하다. 대개 이러한 경우, 궤간이 다른 두 노선의 접속역에서 환승 내지는 환적을 하는데, 이것은 여러모로 시간과 처리량 면에서 부적절한 경우가 많다. 따라서, 이를 해결하기 위해서는 시설 또는 차량의 개조가 필요하게 된다.

### 시설에 의한 방법
시설에 의한 방법으로는 3선 궤조, 4선 궤조 방식이 존재한다. 이 방법은 기존의 궤간 안쪽 또는 바깥쪽에 추가적인 레일을 설치하여, 다른 궤간의 차량이 운행할 수 있도록 조처하는 방식이다. 세 개의 레일을 설치하여 한 레일은 두 궤간의 차량이 공유하는 방법을 3선 궤조 방식이라고 하며, 같은 구간에서 서로 별개의 레일을 사용하는 방식을 4선 궤조 방식이라고 한다.

### 차량에 의한 방법
차량에 의한 방법은 크게 대차를 교환하는 방법과, 궤간 가변 열차를 사용하는 방법이 있다. 대차의 교환은 해당 차량의 객실 내지 적재실 부분만을 들어올려 대차를 철거하고, 새 궤간에 맞는 대차를 설치하여, 다른 궤간 구간에서 운행하는 방식이다. 한편, 궤간 가변 열차의 경우 차량에 설치된 대차 및 차륜을 특수하게 설계하여, 차량 자체의 궤간을 변경 가능하도록 만드는 방식이다.

## 궤간과 캔트
- 궤간거리 1067mm일 때 {\displaystyle C=8.87{\frac {V^{2}}{R}}}
- 궤간거리 1435mm일 때 {\displaystyle C=11.8{\frac {V^{2}}{R}}}
  - C : 캔트
  - R : 곡선반경
  - V : 열차의 계획 최고 속도
  - g : 중력가속도
  - S : 레일 간 거리

## 같이 보기
- 가공 전차선
- 관절대차
- 궤간
  - 협궤
  - 표준궤
  - 광궤
- 대차
- 보기 대차
- 선로
- 절연구간
- 집전장치
- 제3궤조

## 참고 자료
- 최용기, 박기용 (2015). 〈노선측량〉. 《토목기사 필기 측량학》. 성안당.